# Анјуј (притока Колиме)
Анјуј је река у Русији. Налази се у Чукотском аутономном округу и десна је притока реке Колиме. Река се формира спајањем Великог и Малог Анјуја које настају на Анадирској висоравни.
Дужина реке Анјуј је само 8 km, а површина слива (укључујући и базене њених саставница) 107.000 km². Базен обухвата тундре, мочваре и до 7.000 малих језера укупне површине 705 km². Језера се користе за допремање дрвета водом и рибарство.
Просечни проток воде је ~ 650 m³/s. 
Река се леди и може остати залеђена до 9 месеци годишње. 